# 트라우마 (2004년 영화)
《트라우마》(영어: Trauma)는 영국에서 제작된 마크 에번스 감독의 2004년 심리 스릴러 영화이다. 콜린 퍼스, 미나 서바리 등이 출연하고, 니키 켄티시 반스 등이 제작에 참여하였다.

## 줄거리
혼수상태에서 깨어난 화가 벤은 아내 일라이자가 교통 사고로 사망했다는 걸 알게 된다.
퇴원한 벤은 삶을 새로 시작하기 위해 이사를 한 뒤 아름다운 이웃 샬럿을 알게 된다. 그러나 죽은 아내의 심상이 반복해 떠오르며 벤을 괴롭힌다.

## 출연
- 콜린 퍼스 - 벤 역
- 미나 서바리 - 샬럿 역
- 나오미 해리스 - 일라이자 역
- 숀 해리스 - 롤런드 역
- 토미 플래너건 - 토미 역
- 케네스 크래넘 - 잭슨 경장 역
- 브렌다 프리커 - 페트라 역

## 기타 제작진
- 공동 제작: 리지 프랭크
- 라인 제작: 버나드 벨류
- 배역: 지나 제이
- 미술: 크리스피언 샐리스
- 의상: 피온 엘리너